# Нечуйвітер гострокінцевий
Нечуйвітер гострокінцевий (Hieracium apiculatum) — вид рослин з родини айстрових (Asteraceae), поширений у Польщі, Чехії, Словаччині, Румунії, Україні.

## Опис
Багаторічна 15–35 см. Рослина світло-зелене. Рильця темно-бурі, потім темніють. Обгортки 18–20 мм довжиною, досить широкі.

## Поширення
Поширений у Польщі, Чехії, Словаччині, Румунії, Україні.
В Україні вид зростає на лісових галявинах — у Карпатах.